# Sage ERP b7
Sage b7 ist ein ERP-System der zur britischen Sage Group gehörenden Sage Software GmbH. Das ERP-System richtet sich vor allem an die Branchen der fertigenden Industrie und den Handel.
Im Jahr 2019 erscheint die Version Sage b7 Release 7.6.
Sage b7 kann auf zwei verschiedenen Datenbanksystemen betrieben werden: Oracle oder Microsoft SQL Server.

## Historie
Das System basiert ursprünglich auf dem Fertigungsorganisationssystem "Kifos" der Villinger Kienzle Apparate GmbH von 1980 auf dem proprietären Kienzle-Dialogsystem 9066. Dieses wurde im Zuge der Umstrukturierung von Mannesmann Kienzle zu Digital von Bäurer übernommen und von 1992 bis 1996 als System b2 einem Software-Reengineering unterzogen in einer nicht proprietären 4-GL-Umgebung.
Die hieraus erwachsene Bäurer AG wurde in 2003 restrukturiert und firmierte seither als bäurer GmbH.
Ein weiteres Reengineering erfolgt beim Übergang zum Release 5 in 2005 nun basierend auf Java. Von 2007 bis 2011 wurde das ERP-System unter den Namen bäurer INDUSTRY und bäurer TRADE vertrieben.
Die Sage Software GmbH gliederte die bäurer GmbH ein und im Jahre 2011 wurde das System dann auch in der Namensgebung voll in das Unternehmen Sage Software eingegliedert.
Fortan wird das System unter dem Namen Sage b7 vertrieben.

## Zielgruppe
Sage b7 ist wie auch die vorangegangenen Systeme auf den deutschen Mittelstand ausgelegt und zeigt seine Stärken vor allem in  den Branchen Diskrete Fertigung, Apparatebau, Maschinenbau, Fahrzeugbau (insbesondere Zulieferer), Kfz-Teilehandel und im Technischen Handel.

## Module
Das Kernstück von Sage b7 ist die kontinuierlich weiterentwickelte Basistechnologie. Gemeinsam mit den zahlreichen Einzelmodulen kann eine auf ein Unternehmen zugeschnittene ERP-Lösung bereitgestellt werden. Innerhalb der Sage b7 Basis sind unter anderem folgende Funktionalitäten zu finden:
- Grunddaten
- Beschaffung, Lager
- Disposition
- Vertrieb
- Fertigung mit auftragsbezogenen Stammdaten
- Technik und Customizing
- Workflowmanager
- Variantenmanagement (Produkt-Konfigurator), Entscheidungstabellen
- Office-Anbindung
- Connector
- Report Builder
- Mobile App (iOS, Android)

Zum weiteren Modulaufbau gehören sowohl Vertriebs-, Material-, Produktions- und Unternehmensmanagement als auch das komplette Supply-Chain-Management.

## Auszeichnungen

### Center for Enterprise Research
- Gewinner ERP-System des Jahres 2006
- Gewinner ERP-System des Jahres in der Kategorie Handel 2008
- Gewinner ERP-System des Jahres in der Kategorie Handel 2009
- Gewinner ERP-System des Jahres in der Kategorie Serienfertigung 2010
- Gewinner ERP-System des Jahres in der Kategorie Innovationspreis 2010
- Gewinner ERP-System des Jahres in der Kategorie Serienfertigung 2011

### Unify Gupta
- Gewinner Development Innovation Award 2007

### Initiative Mittelstand
- Landessieger Baden-Württemberg-Innovationspreis IT 2009
- Kategoriesieger-Branchensoftware 2010[4]